# Corinne Rey-Bellet
Corinne Rey-Bellet, född 2 augusti 1972 i Les Crosets, Valais, Schweiz, död 30 april 2006 i Les Crosets, Valais, Schweiz, var en schweizisk alpin skidåkare.
Rey-Bellet deltog i OS vid fyra tillfällen: 1992, 
1994,
1998 och 2002. Hennes bästa OS-placering var en femteplats i störtlopp 2002. Rey-Bellet tog silver i störtlopp i VM i Sankt Moritz 2003. Hon vann totalt fem världscupsegrar och blev trea i störtloppscupen 2002. Hon drog sig tillbaka 2003 på grund av flera skador i sitt högerknä.
Corinne Rey-Bellet och hennes bror sköts till döds i deras föräldrahem. Hennes mor blev svårt skottskadad.  Hennes man Gerold Stadler var starkt misstänkt för morden. Han återfanns död den 3 maj 2006 efter att ha begått självmord med samma vapen som användes vid morden på Rey-Bellet och hennes bror. Paret stod inför skilsmässa.

## Världscupsegrar
| Datum           | Plats                 | Gren      |
| --------------- | --------------------- | --------- |
| 16 januari 1999 | St Anton              | super-g   |
| 16 januari 1999 | St Anton              | störtlopp |
| 15 januari 2000 | Altenmarkt-Zauchensee | störtlopp |
| 9 mars 2001     | Åre                   | super-g   |
| 2 mars 2002     | Lenzerheide           | störtlopp |